# Seznam českých přírodovědeckých ilustrátorů
Seznam obsahuje výčet českých ilustrátorů kteří se podíleli na ilustracích botanické, mykologické a zoologické literatury. Zahrnuti jsou autoři, kteří působili či publikovali na území současné České republiky.
| ilustrátor          | nar. | úmrtí  | zaměření                         | technika                                                     |
| ------------------- | ---- | ------ | -------------------------------- | ------------------------------------------------------------ |
| Antonín Bielich     | 1944 | -      | mykologie                        | akvarel                                                      |
| Zdeněk Burian       | 1905 | 1981   | zoologie                         |                                                              |
| Alena Čepická       | 1932 | 2004   | zoologie                         | pérovky a další                                              |
| Aurel Dermek        | 1929 | 1989   | mykologie                        |                                                              |
| Bohuslav Dvořák     | 1867 | 1951   | mykologie                        |                                                              |
| Jindřich Havlíček   | 1882 | 1947   | mykologie                        |                                                              |
| Květoslav Hísek     | 1931 | 2016   | botanika, mykologie, zoologie    | dřevoryt, pérovky a další                                    |
| Jaromír Knotek      | 1949 | -      | zoologie                         |                                                              |
| Libuše Knotková     |      |        | zoologie                         |                                                              |
| Jindřich Krejča     | 1920 | 1991   | botanika                         |                                                              |
| Jindřich Kučera     | 1867 | 1934   | mykologie                        | kresba                                                       |
| František Kuneš     | 1904 | 1982   | mykologie                        |                                                              |
| Václav Luňáček      | 1867 | 1948   | mykologie                        |                                                              |
| Jiří Malý           | 1951 |        | mykologie, zoologie              |                                                              |
| Vratislav Mazák     | 1937 | 1987   | zoologie                         | pérovky                                                      |
| Václav Melzer       | 1868 | 1978   | mykologie                        |                                                              |
| František Procházka | 1911 | 1976   | mykologie                        |                                                              |
| František Tyttl     | 1857 | 1943   | mykologie                        | olej (část. akvarel, kresba)                                 |
| Ladislav Urban      | 1906 | 1987   | botanika, mykologie              |                                                              |
| Otto Ušák           | 1892 | 1957   | botanika, mykologie              | akvarel                                                      |
| Bohumil Vančura     | 1922 | 1990 ? | botanika, entomologie, mykologie | akvarel, tempera                                             |
| Rudolf Vejrych      | 1882 | 1939   | mykologie                        |                                                              |
| Rudolf Veselý       | 1884 | 1966   | mykologie                        |                                                              |
| Otakar Zejbrlík     | 1890 | 1968   | botanika, mykologie              |                                                              |
| Antonín Zezula      | 1930 | 1993   | botanika, mykologie, zoologie    | akvarel, olej, tempera, lept, suchá jehla, dřevořez, pérovky |
| Jaromír Zpěvák      |      |        | zoologie                         |                                                              |
| Hana Zpěváková      |      |        | zoologie                         |                                                              |